# Districtul Phang Khon
Phang Khon (în thailandeză พังโคน) este un district (Amphoe) din provincia Sakon Nakhon, Thailanda, cu o populație de 52.031 de locuitori și o suprafață de 383,8 km².

## Componență
Districtul este subdivizat în 5 subdistricte (tambon), care sunt subdivizate în 70 de sate (muban).
| Nr. | Nume       | În thailandeză | Sate | Locuitori |  |
| --- | ---------- | -------------- | ---- | --------- |  |
| 1.  | Phang Khon | พังโคน          | 13   | 13,621    |  |
| 2.  | Muang Khai | ม่วงไข่          | 11   | 9,366     |  |
| 3.  | Rae        | แร่             | 14   | 8,192     |  |
| 4.  | Hai Yong   | ไฮหย่อง         | 18   | 12,700    |  |
| 5.  | Ton Phueng | ต้นผึ้ง           | 14   | 8,152     |  |